# Долно Романовце
Долно Романовце е село в община Сурдулица, Пчински окръг, Сърбия. Според преброяването от 2011 г. населението му е 390 жители.

## Население
- 1948 – 349
- 1953 – 429
- 1961 – 337
- 1971 – 357
- 1981 – 399
- 1991 – 418
- 2002 – 509
- 2011 – 390

## Етнически състав
(2002)
- 506 (99,41%) – сърби
- 1 (0,19%) – унгарци
- 1 (0,19%) – македонци
- 1 (0,19%) – непознати